# Adamovo lože
Adamovo lože je uměle vytvořený skalní útvar v Hruboskalském skalním městě pod zámkem Hrubá Skála.
Nechal jej vybudovat při svých pobytech na zdejším zámku maltézský rytíř František Adam z Valdštejna, bratr Josefa z Valdštejna, posledního valdštejnského majitele panství. Základem byl oltář lásky se sochou milenecké dvojice a Amora. Naproti pak byla vytesána pohovka se dvojicí lvů. Celý areál tehdy nesl název Venušina sluj a měl být připomínkou hned na trojici Adamů – prvního člověka, zakladatele rodu Adama z Valdštejna a Františka Adama, který ji nechal vybudovat. Prací byl pověřen sochař Chládek z Turnova. Dnes jde z reliéfů rozpoznat pouze ona pohovka.

## Dostupnost
Místo je přístupné po žluté turistické značce vedoucí od zámku Hrubá Skála k pramenům u Lázní Sedmihorky.